# Control Machete
Control Machete ist eine der ersten Hip-Hop-Bands Mexikos. Sie wurde 1995 in Monterrey, Mexiko gegründet. Zur Band gehören Fermín IV (1995 bis 2002; MC), Pato Machete (Patricio Ch. Elizado, MC) und Toy Kenobi (Toy Hernández, Keyboard).

## Geschichte
Ihr Erstlingswerk Mucho Barato verkaufte sich allein in Mexiko über 100.000 Mal und über 400.000 Mal in gesamt Lateinamerika. Für ihr zweites Album Artillería Pesada reiste Control Machete nach Kuba, um mit Mitgliedern des legendären Buena Vista Social Club das Lied Danzón einzuspielen. Die Single-Auskopplung Sí señor war auch auf dem Soundtrack zum Film Amores Perros enthalten. Durch dieses Album wurde man auch in Deutschland auf sie aufmerksam, und sie traten 1999 auf dem New Pop Festival in Baden-Baden auf. Im Jahr 2000 veröffentlichten sie in Berlin die Double-Maxi-Singles Control Machete Vs. Dj Tomekk Vs. Eminem Si señor / iles3 mit Eminem und DJ Tomekk.
Fermín IV wirkte im Lied Siempre Peligroso mit, das auf dem Album Los grandes éxitos en español von Cypress Hill erschien. Nach einiger Zeit außerhalb der Band und Mitwirken in anderen Bands (Chris Vrennas Projekt Tweaker und dem Hip-Hop-Act OMD aus Los Angeles) veröffentlichte er 2002 sein Soloalbum Boomerang und verließ die Band.
Der Rest kam 2003 wieder zusammen und nahm das Album Uno, Dos: Bandera mit Hilfe von Jason Roberts auf.
Wie viele andere Gruppen aus Mexiko beteiligt sich auch Control Machete an Kollaborationen, unter anderem mit Molotov, Resorte (wo Pato ebenfalls Mitglied ist) und Celso Pina.
Toy erklärte in einem Interview zur Entstehungsgeschichte ihrer Musik: „Die Norteña, die Musik aus dem Norden Mexikos, ist ja aus einer Fusion traditioneller Polka mit den revolutionären Liedern entstanden. So ist auch Control Machete eine Fusion: die Freude am Funk, Rap und Hip-Hop, gemischt mit traditionellen mexikanischen und lateinamerikanischen Klängen.“

## Spanglish
Größtenteils werden die Lieder von Control Machete in Spanisch gesungen. Doch immer wieder mischt die Band auch englische Wörter oder Textpassagen in ihre Songs. Dieses Spanglish ist sehr von den Hispanics der USA geprägt. Dies ist wohl auch der Grund warum Control Machete auf dem kompilierten Album Spanglish 101 von Kool Arrow Records mit Justo N vertreten sind.

## Diskografie
- 1997: Mucho Barato (US: Platin (Latin))[3]
- 1999: Artillería Pesada (MX: Gold)
- 2003: Solo Para Fanaticos
- 2004: Uno, dos: bandera
- 2007: Eat.. Breathe.. and.. Sleep

## Beiträge für Soundtracks
- 2000: Si Señor, de perros Amores auf Amores Perros OST
- 2005: Cheve, Comprendes mendes, Humanos Mexicanos auf Total Overdose OST
- 2005: En el camino auf Land of the Dead OST
- 2006: Bandera auf Crank OST
- 2006: Cumbia sobre el Río auf Babel OST

## Unerwähnt in Serien
- 2012: Humanos Mexicanos in Sons of Anarchy Staffel 5 Folge 2 – „Ein neuer Verbündeter“